# Mutant Chronicles
För andra versioner av rollspelet Mutant, se Mutant (rollspel).
Mutant Chronicles är ett rollspel med science fantasytema utgivet av svenska Target Games AB (numer ägs rättigheterna till spelet av Paradox Entertainment) i två utgåvor (1993 respektive 1997).  Spelet var en vidareutveckling av Mutant R.Y.M.D och utgavs på ett flertal språk, bland annat svenska, engelska och italienska. 2006 skaffade sig svenska COG Games (Center of Gravity Media Group) rättigheter från Paradox Entertainment att ge ut rollspelet i en omgjord nyutgåva, men då de ännu inte lyckats ge ut en nyutgåva förlorade de rättigheterna 2009.
2013 meddelade brittiska spelföretaget Modiphius att de skulle ge ut en tredje utgåva av spelet. Utgivninen finansierades med gräsrotsfinansiering via Kickstarter och drog in 151 072 GBP. Spelet gavs ut, endast på engelska, i slutet av 2015.

## Spelvärld
Spelet utspelar sig i en mörk och avlägsen framtid där Jorden har reducerats till en skövlad öken. Större delen av mänskligheten har spridits till Venus, Mars, Merkurius, Luna och asteroidbältet.
Under århundradena som gått har traditionella nationer och stater omformats och gått samman i storföretag, så kallade megakorporationer: Bauhaus (tyskinspirerat), Capitol (amerikanskinfluerat), Mishima (med japanskt tema), Imperial (brittiskinspirerat) och Cybertronic (teknologicentrerade). Alla megakorporationer har egna arméer som strider för deras resurser. De andra stormakterna i universumet är Brödraskapet - en fanatiskt religiös organisation som kämpar mot Den mörka legionen. Den mörka legionen är mänsklighetens svurna och eviga fiende. Deras mäktiga arméer, bestående av bland annat nekromutanter (odöda krigare skapade från mänskliga kroppar), strider mot människan på alla platser hon kan hittas, på slagfältet såväl som i det civila livet i städerna genom manipulation, förtröstan, galenskap och sjukdomar.
Den mörka legionens herravälde inleddes när mänskligheten satte sin fot på Nero - en påhittad nionde planet bortom Plutos kretsbana - där de fann en katedral. När de gick in i katedralen bröt de av misstag "The First Seal of Repulsion", en tunn cirkel gjord med salt. Inuti hittades en mystisk järnplatta. När den berördes frambringades Den mörka legionen till vårt universum, och med den Den mörka symmetrin.
Den mörka symmetrin påverkar datorer och andra elektroniska apparater och gör att de inte fungerar pålitligt, vilket ledde till att teknologin som människan använde var tvungen att förändras. Den mörka symmetrin gör även överljushastigheter möjliga genom att använda specifika punkter i rymden, liknande maskhål.

## Spin-offs
Samma värld som i rollspelet används även i samlarkortspelen Doomtrooper och Dark Eden, figurslagspelet Warzone samt brädspelen Kampen om citadellet, Blood Berets och Domedagens hjältar. En romantrilogi med namnet The Apostle of Insanity som utspelar sig i Mutant Chronicles värld publicerades av Penguin Books för att förbättra varumärket och vidga rollspelarnas perspektiv.
Fantasy Flight Games har utvecklat ett samlarfigurspel som utspelas i Mutant Chronicles-universumet. Det gavs ut 2008. I april 2009 meddelade Fantasy Flight Games man avbryter utgivningen av spelet.
En action/sci-fi film, med bland andra John Malkovich, Thomas Jane, Ron Perlman, Devon Aoki, Sean Pertwee och Benno Furmann i rollerna, hade premiär under 2008 i Ryssland och 2009 i USA. I Sverige utgavs filmen på DVD 2009.

### Brädspel

#### Kampen om Citadellet
Kampen om Citadellet, utgivet 1993 av Target Games under varumärket Casper, är ett brädspel för tre till fem spelare. Spelarna turas om att ta kontrollen över "Den Mörka legionen" medan resterande spelare styr varsitt "Doomtrooper-par". Brädspelet består av en spelplan av fyrkantiga golvplaner av kartong med rutmönster på. Till spelet följer en uppsättning plastfigurer.
En andra utgåva av spelet gavs ut 2019 av spelföretaget Modiphius och finansierades via Kickstarter där kampanjen drog in drygt 600 000 USD. Det tog på grund av bland annat corona-pandemin 1 682  dagar från Kickstarterns slut till spelet levererades.

#### Blood Berets
Blood Berets, är ett brädspel för två till fyra spelare. Spelet gavs ut av Target Games 1993. En spelare styr "Den Mörka legionen" den andra spelar som "Imperial troppers" ett elitförband som utforskar nya planeter för företaget Imperial. Spelet går ut på att respektive sida ska slå ut den andra med hjälp av tärningar och spelkort. Brädspelet består av en spelplan av fyrkantiga kartongbitar med rutmönster på två sidor, en sida med djungel och en för underjordisk grotta. Till spelet följer en uppsättning plastfigurer. 

#### Domedagens hjältar
Domedagens hjältar gavs ut av Äventyrsspel 1994. Det är för två till åtta spelare. I spelet finns en till fem grupper av soldater från den onda Mörka legionen (Nekromutanter ledda av Centurioner) medan de andra spelargrupperna (en till tre stycken) av "klansmän" bekämpar dem.

### The Apostle of Insanity
The Apostle of Insanity är en romantrilogi som utspelar sig i Mutant Chronicles-världen. Serien är utgiven av Penguin Books.
1. In Lunacy av William F. Wu (December 1993, ISBN 0-4514-5317-4)
2. Frenzy av John-Allen Price (Juni 1994, ISBN 0-451-45360-3)
3. Dementia av Michael A. Stackpole (December 1994, ISBN 0-451-45417-0)

## Utgivet material

### Första och andra utgåvan
- Mutant Chronicles (1:a utgåvan) – grundregler (1993)
- Mutant Chronicles (2:a utgåvan) – grundregler (1997)
- Algeroth – expansionsmodul (1994)
- Ilian – expansionsmodul (1996)
- Capitol – expansionsmodul (1994)
- Cybertronic – expansionsmodul (1996)
- Mishima – expansionsmodul (1996)
- Bauhaus – expansionsmodul (1995)
- Imperial – expansionsmodul (1994)
- Brödraskapet – expansionsmodul (1993)
- Frilansarens handbok – spelledarskärm och expansionmodul (1994)
- Det andra sigillet (The Venusian Apocalypse 1) – äventyr (1996)
- De fyra ryttarna (The Venusian Apocalypse 2) – äventyr (1996)
- Ondskans ansikte (The Venusian Apocalypse 3) – äventyr (1996)

### Tredje utgåvan
- Dark Symmetry Core Book (3:e utgåvan)  - grundregler (2015)
- Players Handbook - expansionsmodul (2015)
- Dark Soul Guide - expansionsmodul (2016)
- Imperial Guide - expansionsmodul (2015)
- Bauhaus Guide - expansionsmodul (2016)
- Mishima Guide - expansionsmodul (2015)
- Capitol Guide - expansionsmodul (2015)
- Cybertronic Guide - expansionsmodul (2016)
- Whitestar Guide - expansionsmodul (2016)
- Brotherhood Guide - expansionsmodul (2015)
- Luna & Freelancers Guide - expansionsmodul (2016)
- Cartel & Orbitals Guide - expansionsmodul (2016)
- Mutants & Heretics Guide - expansionsmodul (2016)
- Dark Eden Guide - expansionsmodul (2016)
- Dark Symmetry Campaign - Äventyr (2016)
- Dark Legion Campaign - Äventyr (2016)
- Dark Eden Campaign - Äventyr (2017)
- Venusian Apocalypse Campaign -  Äventyr (2016)